# Bebington
Bebington est une ville du Merseyside au nord-ouest de l'Angleterre. La ville située à 8 kilomètres au sud de Liverpool compte 13 720 habitants en 2001.